# Municipio de Belvoir (condado de Pitt)
El municipio de Belvoir (en inglés: Belvoir Township) es un municipio ubicado en el  condado de Pitt en el estado estadounidense de Carolina del Norte. En el año 2010 tenía una población de 9.334 habitantes.

## Geografía
El municipio de Belvoir se encuentra ubicado en las coordenadas 35°41′7.57″N 77°25′27.88″O / 35.6854361, -77.4244111.